# Black metal sinfónico
El black metal sinfónico es un subgénero musical de black metal que incorpora teclados y elementos sinfónicos.

## Características
A veces mal llamado black metal melódico, el black metal sinfónico es un subgénero del más tradicional black metal noruego de finales de los ochenta y principios de los noventa al cual se añaden coros y sinfonías. Debe llevar líneas de "orquestaciones" como elemento atmosférico, generalmente con sonidos de coros etéreos o violines.
Cabe destacar que a diferencia del black metal, el black metal sinfónico tiene una mayor complejidad musical, ocupando generalmente una escala menor armónica, melodías complejas, pero generalmente con el clásico tremolo Picking del black metal, un ejemplo de esto podría ser la Mítica banda Emperor en temas como "With Strength I Burn", donde no se muestran los clásicos riffs del black metal, sino melodías complejas, combinaciones de acordes y solos, hechos por los teclados y guitarra.
- Datos: Q1621467